# الوكالة العامة للإشراف على الانتخابات (إندونيسيا)
الوكالة العامة للإشراف على الانتخابات هي وكالة إشراف مستقلة مكلفة بالإشراف على إدارة الانتخابات العامة في جميع أنحاء إندونيسيا. أنشت الوكالة بموجب القانون رقم 22 لعام 2007 بشأن مديري الانتخابات العامة واستعيض عنه لاحقًا وألغاه بموجب القانون رقم 15 لعام 2011، ويصف النظام الأساسي واجباته بأنها «الإشراف على إدارة الانتخابات العامة».

## العضوية
للوكالة خمسة أعضاء بمن فيهم رئيس ينتخبه أعضاؤها. بموجب القانون يجب أن يكون ما لا يقل عن 30 ٪ من الأعضاء من الإناث. يعيّن الرئيس 10 مرشحين (ضعف الشرط القانوني) بموافقة من الجمعية الاستشارية الشعبية، الذي سيعمل لمدة خمس سنوات ويتم انتخاب الرئيس من قبل أعضائه وفيما بينهم.
لا يمكن إنهاء عضوية أعضاء الوكالة إلا من قِبل الرئيس وفقًا لما يحدده القانون والذي يتضمن: لم يعد يفي بمتطلبات العضوية، منتهكًا يمين منصبه ومدونة الأخلاق، عدم القدرة على أداء واجباته لمدة ثلاثة أشهر متتالية دون سبب وجيه، أدين بجناية وحكم عليه بالسجن لمدة خمس سنوات أو أكثر، لم يحضر جلسة عامة لمدة ثلاث مرات متتالية دون مبرر صحيح حسب الاقتضاء.

## الواجبات الرسمية
يقتصر دور الوكالة على الإشراف على إدارة الانتخابات. وهي مسؤولة عن تنظيم معايير إجراءات العمل الإشرافي لإدارة الانتخابات لتكون بمثابة دليل توجيهي لمشرفي الانتخابات في كل مستوى (وطني، أو إقليمي، أو بلدي... إلخ).
من أجل الإشراف والتأكد من إدارة انتخابات نزيهة، سواء من خلال تدابير وقائية أو استجابة، فإن الوكالة مكلفة بالإشراف على الاستعدادات قبل الانتخابات، وإدارة الانتخابات وهي مستمرة، وإدارة وتخزين الوثائق والمحفوظات، ومراقبة إنفاذ المخالفات الانتخابية من قبل السلطات المختصة، والإشراف على تنفيذ إدانات جريمة الانتخابات، وتقييم الإشراف على الانتخابات، ونشر تقرير إشرافي على الانتخابات، وواجبات أخرى كما هو منصوص عليه في القوانين والأحكام المعمول بها.